# St. Anger (песня)
St. Anger (с англ. — «Святой гнев») — песня группы Metallica из одноимённого альбома 2003 года St. Anger. Песня победила в номинации Best Metal Performance на 46-й церемонии «Грэмми». Текст песни посвящён религиозному фанатизму и обрядовой религиозности, продолжая ряд таких песен, как Leper Messiah, Creeping Death, The God That Failed.

## Клип
Клип был снят The Malloys в тюрьме строгого режима Сан-Квентин в Калифорнии. Группа выступала в разных местах перед сотнями восторженных заключённых. Это также первый клип Metallica с участием басиста Роберта Трухильо, присоединившемся к группе незадолго до съёмок.
В 2003 году клип получил награду Metal Edge за видео года.

## Участники записи
- Джеймс Хетфилд — гитара, вокал
- Ларс Ульрих — ударные
- Кирк Хэмметт — гитара, бэк-вокал
- Роберт Трухильо — бас-гитара

## Композиции
International Single Part 1
- «St. Anger»
- «Commando» (Ди Ди Рамон)
- «Today Your Love, Tomorrow the World» (Ramones)

International Single Part 2
- «St. Anger»
- «Now I Wanna Sniff Some Glue» (Ди Ди Рамон)
- «Cretin Hop» (Томми Рамон, Джонни Рамон, Ди Ди Рамон)

International 7-Inch Vinyl Single
- «St. Anger»
- «We’re a Happy Family» (Джоуи Рамон)

Japanese EP
- «St. Anger»
- «Commando»
- «Today Your Love, Tomorrow the World»
- «Now I Wanna Sniff Some Glue»
- «We’re a Happy Family»

## Позиции в чартах
| Чарт (2003)                            | Позиция |
| -------------------------------------- | ------- |
| Австралия (ARIA)                       | 15      |
| Австрия (Ö3 Austria Top 40)            | 17      |
| Бельгия/Фландрия (Ultratop 50)         | 43      |
| Канада (Nielsen SoundScan)             | 24      |
| Чили (Notimex)                         | 3       |
| Хорватия (HRT)                         | 7       |
| Дания (Tracklisten)                    | 4       |
| Финляндия (Suomen virallinen lista)    | 5       |
| Германия (GfK)                         | 15      |
| Венгрия (Single Top 40)                | 5       |
| Ирландия (IRMA)                        | 12      |
| Нидерланды (Dutch Top 40)              | 22      |
| Новая Зеландия (Recorded Music NZ)     | 38      |
| Норвегия (VG-lista)                    | 6       |
| Парагвай (Notimex)                     | 1       |
| Испания (PROMUSICAE)                   | 4       |
| Швеция (Sverigetopplistan)             | 9       |
| Швейцария (Schweizer Hitparade)        | 28      |
| Великобритания (OCC UK Singles)        | 9       |
| США (Billboard Bubbling Under Hot 100) | 7       |
| США (Billboard Alternative Airplay)    | 17      |
| США (Billboard Mainstream Rock)        | 2       |
| США Active Rock (Billboard)            | 1       |
| США Heritage Rock (Billboard)          | 5       |

## Сертификация
| Регион                                                                      | Сертификация | Продажи |
| --------------------------------------------------------------------------- | ------------ | ------- |
| Австралия (ARIA)                                                            | Платиновый   | 70 000  |
| Данные о продажах + прослушиваниях приведены только на основе сертификации. |              |         |